# Tucetona isabellae
Tucetona isabellae  (лат.) — вид двустворчатых моллюсков семейства Glycymerididae.

## Распространение
Современные экземпляры были собраны только из одного небольшого региона к северо-западу от острова Isla Smith (Мексика, Baja California, 29,1° N, 120—170 м). Ископаемые экземпляры были найдены в миоценовой формации «Imperial» Formation в южной Калифорнии (Riverside County; Powell, 1986; 1988), но ранее не были формально описаны.

## Описание
Форма раковины от округлой до субтреугольной. Размер от 14 до 37 мм. На раковины 20-45 радиальных лучей. Внешняя окраска беловатая с рыжими и бурого цвета пятнами. Внутренняя окраска раковины от белой до кремовой.
Вид Tucetona isabellae относится к роду Tucetona Iredale, 1931 и наиболее близок к видам Tucetona bicolor Reeve, 1843, Tucetona multicostata G. B. Sowerby I, 1833 и Tucetona strigilata G. B. Sowerby I, 1833. Вид был описан в 2011 году куратором отделения малакологии Музея естественной истории Санта-Барбары доктором Полом Валентичем-Скоттом (англ. Paul Valentich-Scott; SBMNH), и Элизабетой Гарфинкль (англ. Elizabeth A. R. Garfinkle), студенткой San Roque High School (известной как Garden Street Academy). Название было дано в честь подруги младшего автора Элизабет Роча из Санта-Барбары (англ. Isabella M. A. Rocha).